# Dorsen

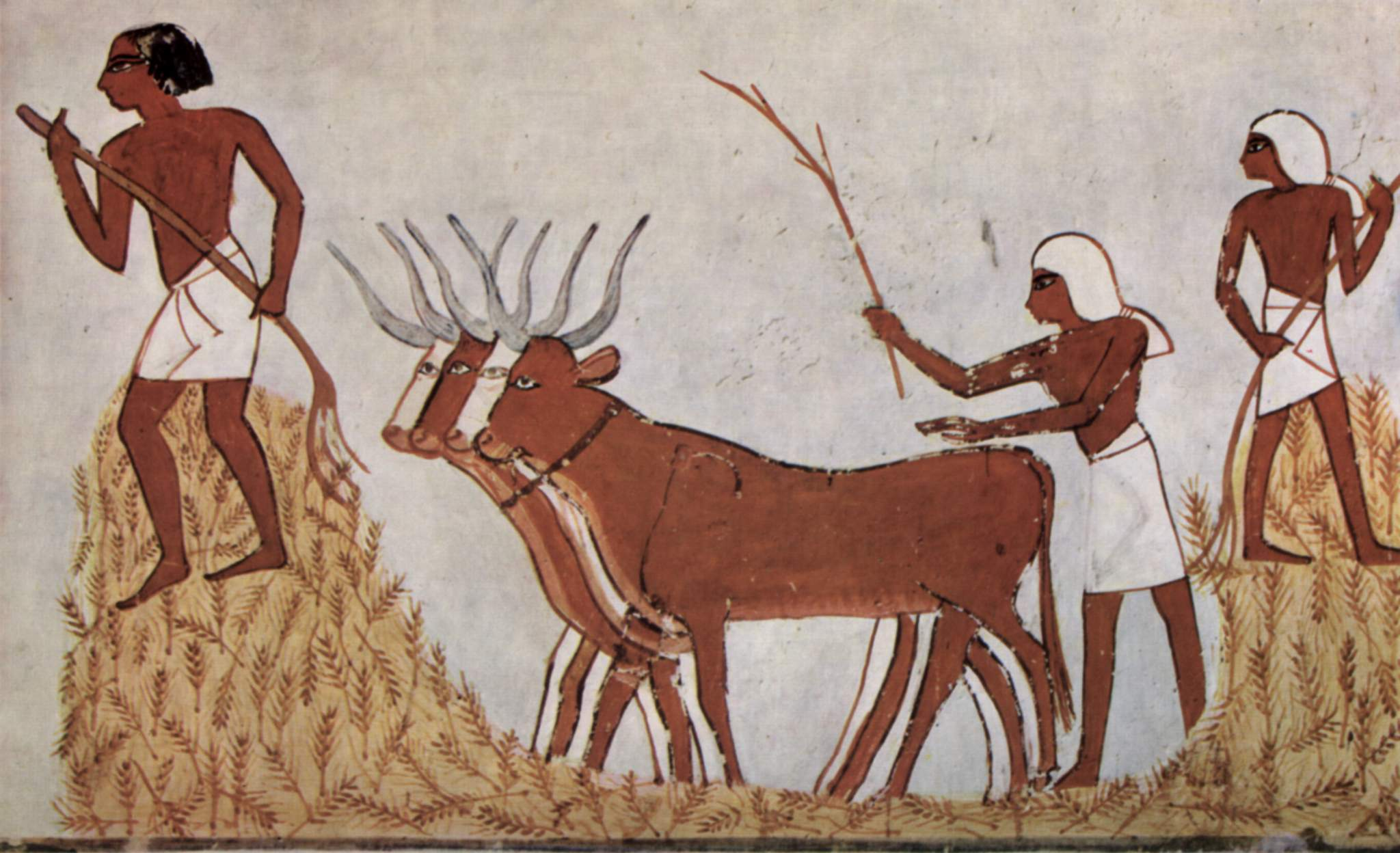
Grafkamer van Menna. Het dorsen van graan met dieren (Egypte, ongeveer 1422-1411 v. Chr.)

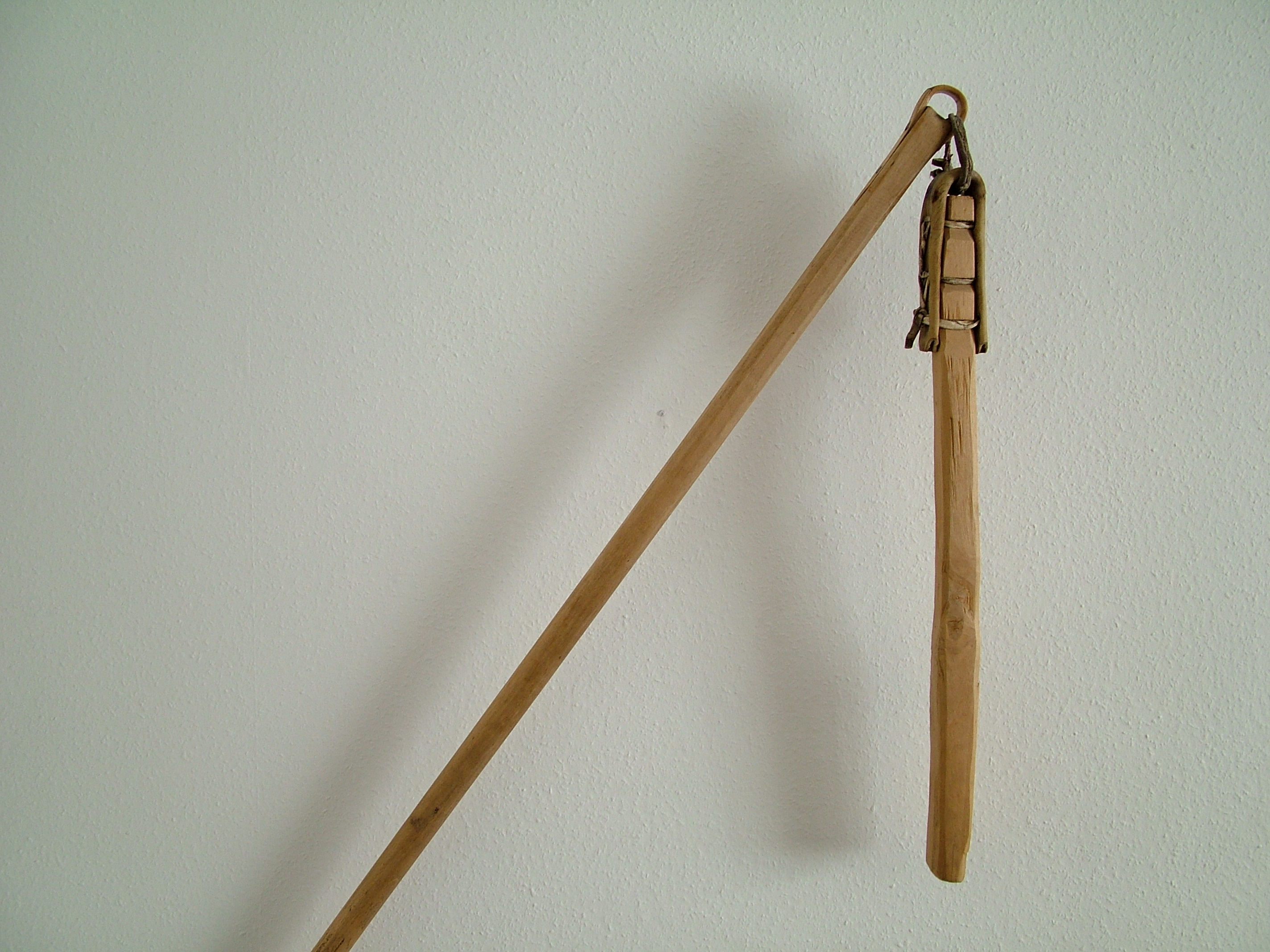
Dorsvlegel

Dorsen is het proces van het verwijderen van de graankorrel uit de rijpe aar. Niet alle graansoorten kunnen echter gedorst worden. Het kan niet als de korrel in het pakje blijft zitten, zoals bij spelt. De korrel kan dan alleen vrij gemaakt worden door te pellen (wrijven).
Het allereerste hulpmiddel voor het dorsen was de dorsstok. Deze werd al gebruikt rond 4200 v. Chr. in de nederzetting Egolzwil. Ook werd gebruikgemaakt van dieren door die over het te dorsen graan te laten lopen. Een verbetering van de dorsstok was de dorsvlegel.
Dorsen werd vroeger in de wintermaanden met de hand gedaan met behulp van een dorsvlegel. Het gedorste graan werd vervolgens geschoond met een wan en later met een wanmolen. Bij gerst en rijst is de korrel vergroeid met de omhullende kafjes, die niet verwijderd kunnen worden met een wanmolen. Deze korrels moeten na het dorsen gepeld (geraspt) worden met een pelmolen, zij het dat dit een ander proces is dan bij spelt.
De eerste dorsmachine werd 1784 uitgevonden door de Schot Andrew Meikle. Met de opkomst van de dorsmachine werd het dorsen niet meer met de hand gedaan. Bij de maaidorser (combine) vindt het maaien, dorsen en schonen direct na elkaar in de dorsmachine plaats.

## Galerij

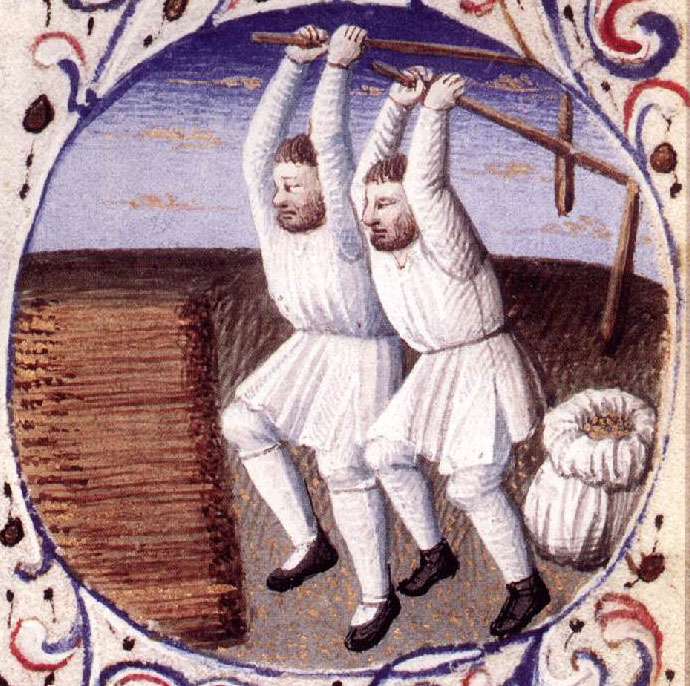
Middeleeuwse afbeelding van dorsende mannen
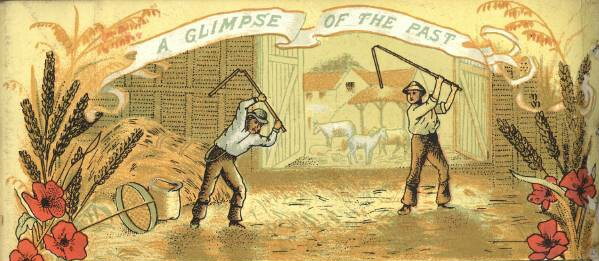
Dorsen met de dorsvlegel in Engeland rond 1750. Afbeelding van rond 1875
- Dorsen met de hand in het Roscheider Hof openluchtmuseum
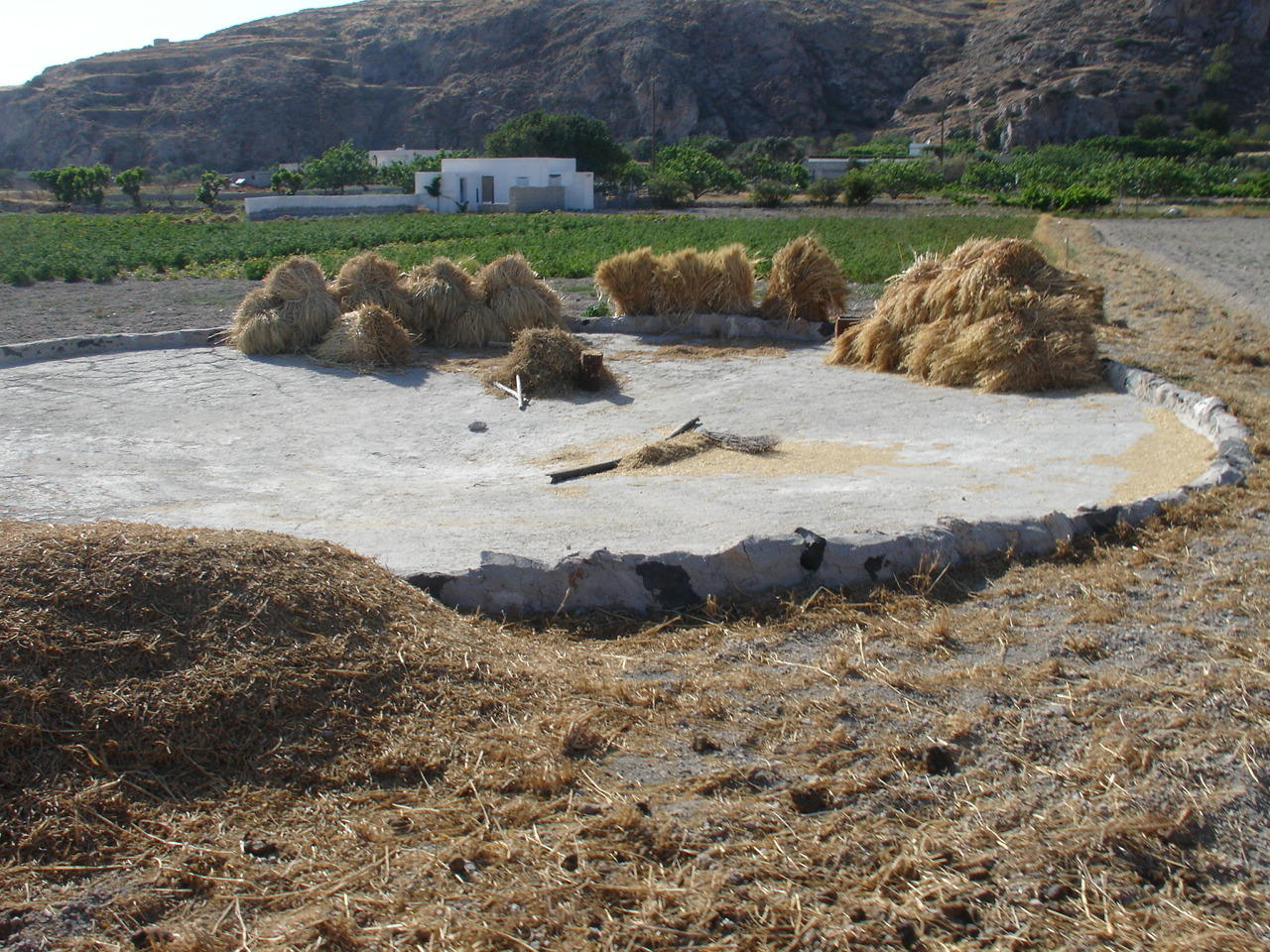
Dorsvloer in Santorini, Griekenland
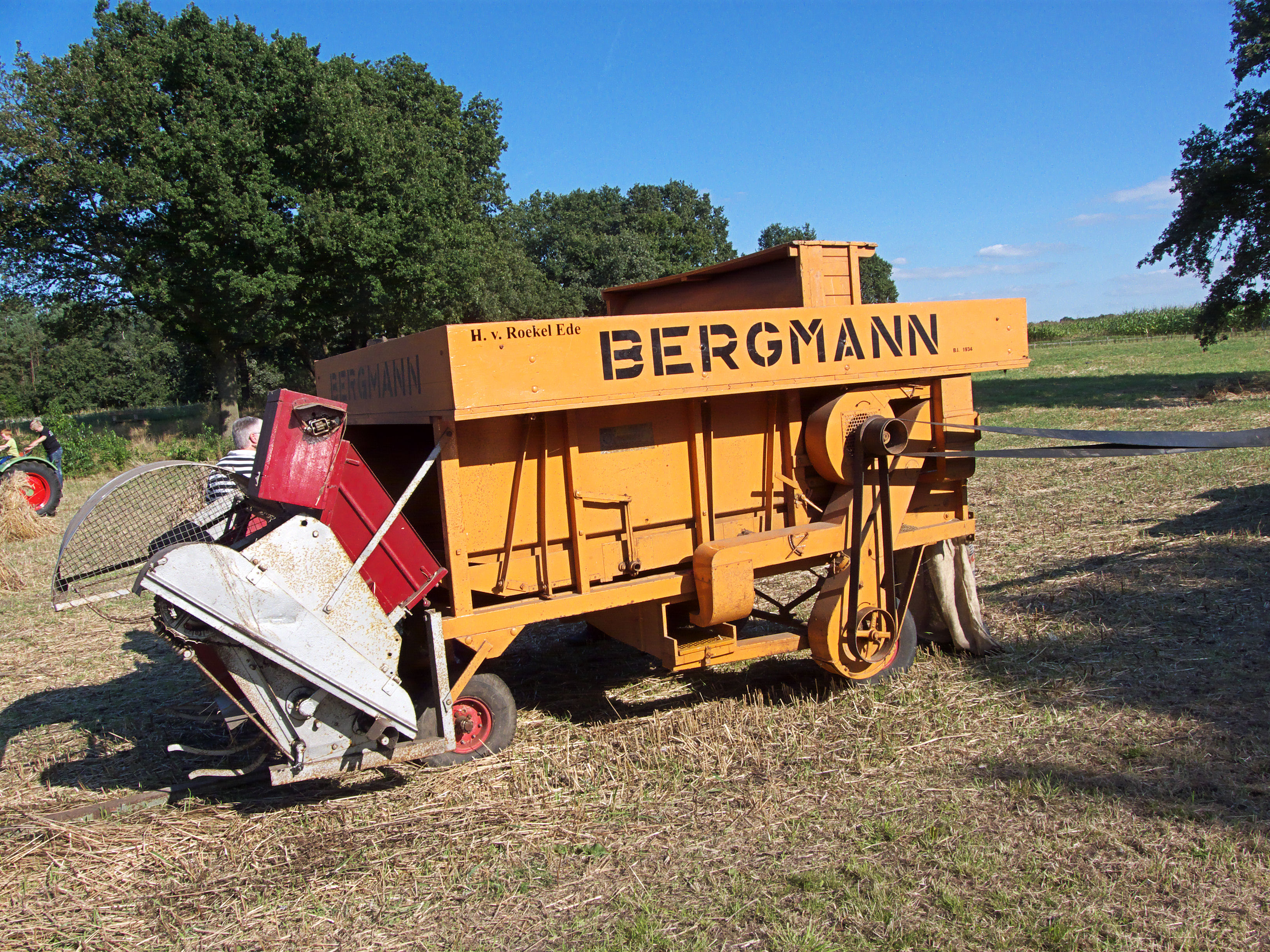
Dorskast
- Rijst dorsen met de hand
- Rijst dorsen met de hand in  HD
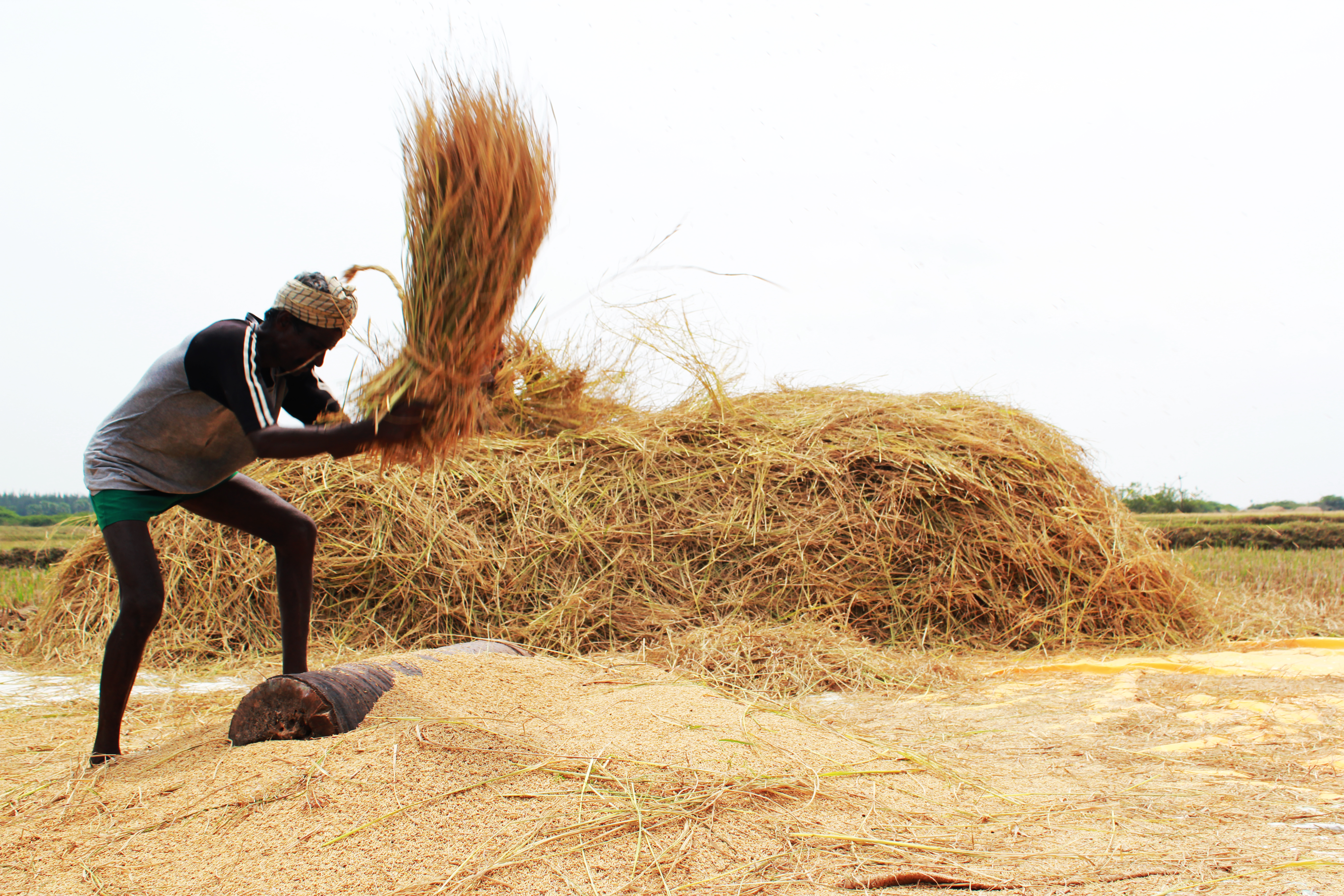
Een boer aan het dorsen op zijn akker
- Dorsen met jaks in Gilgit-Baltistan
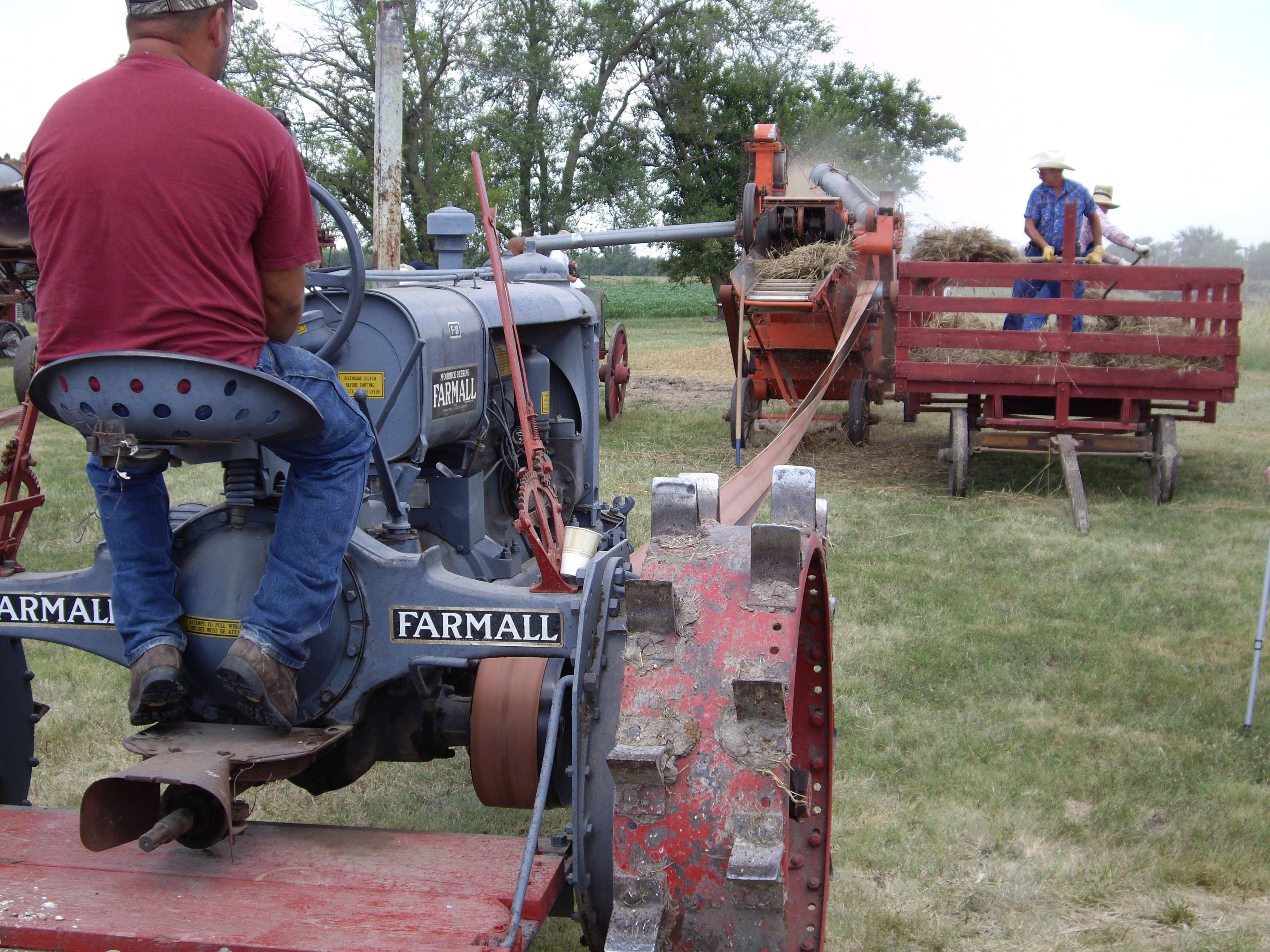
Dorsen van tarwe in Goessel Threshing Days in Goessel, Kansas, 2010.
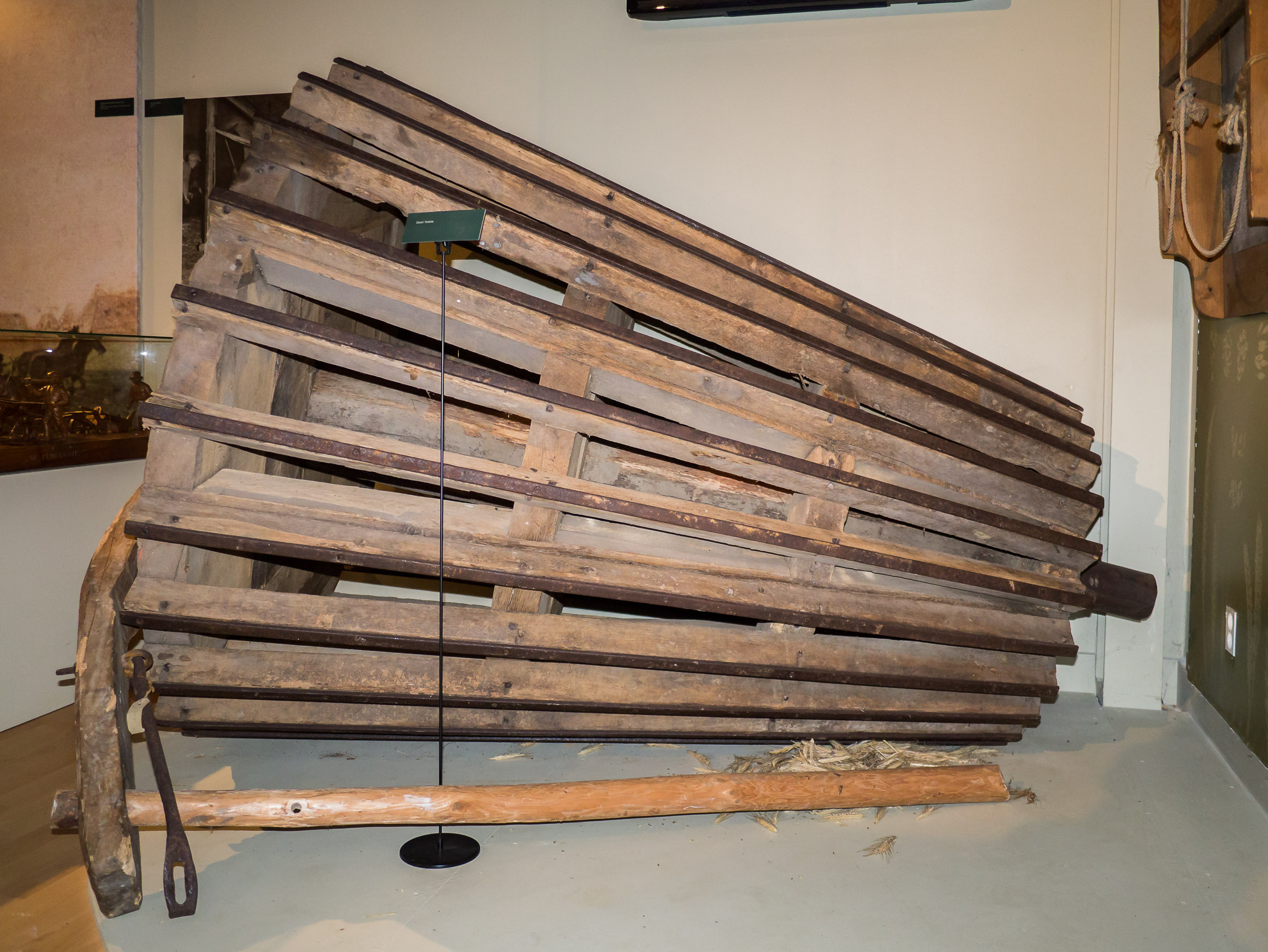
Dorsrol